# 日多寺
日多寺，藏语称“日多贡巴”，位于西藏自治区拉萨市墨竹工卡县日多乡拉龙村，是一座藏传佛教寺院。

## 简介
日多寺位于西藏自治区拉萨市墨竹工卡县日多乡，处在墨竹工卡县东南，川藏公路旁边，靠近日多温泉。日多寺所在的山上，许多条经幡横亘在两个山头间。山脚下是日多河，河水汇入拉萨河。此地有日多乡中心小学。
2012年，该寺的僧人贡觉被评为西藏自治区爱国守法先进僧尼。